# Túnel n.º 11 (Riotinto)

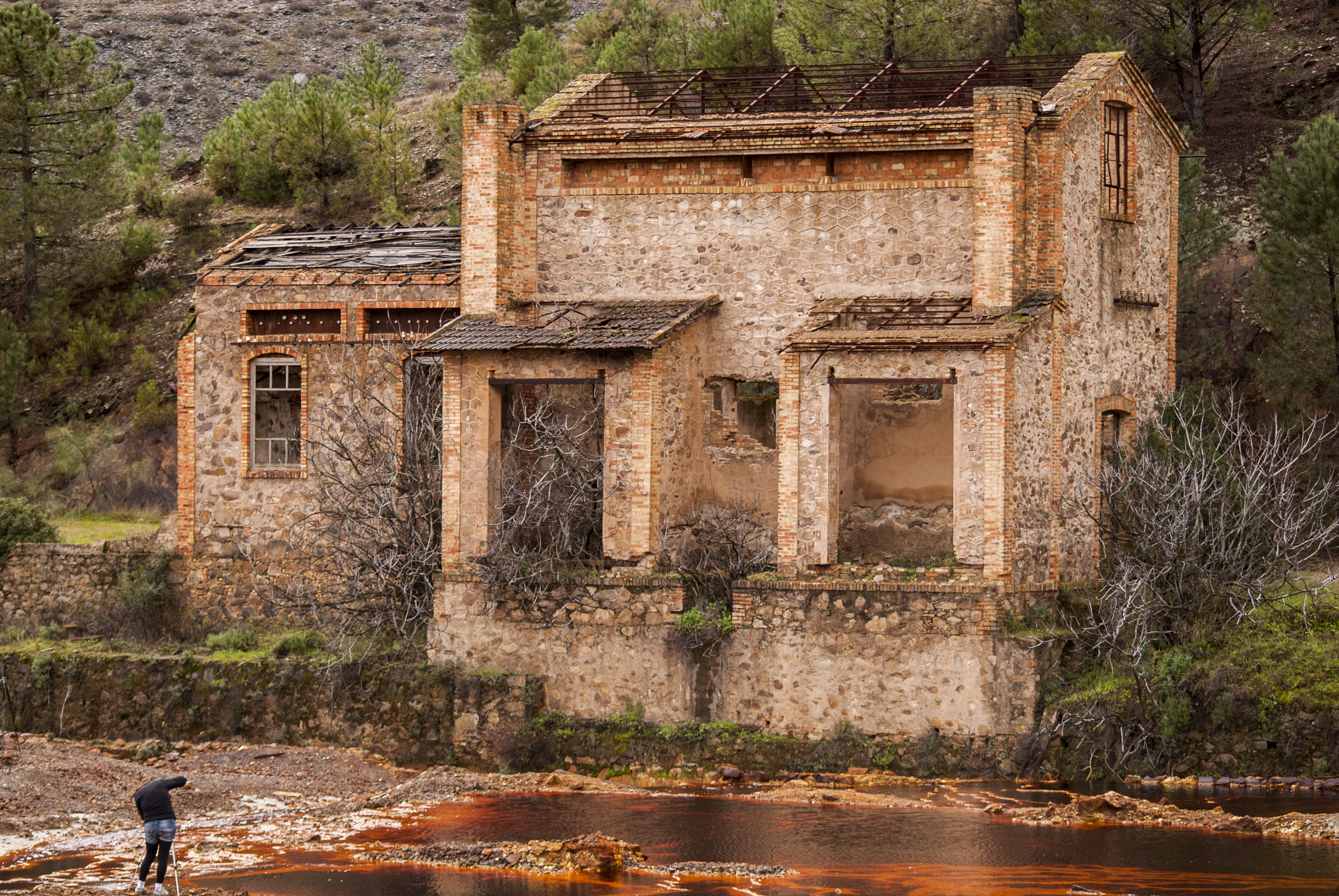
Subestación eléctrica que daba servicio al túnel n.º 11, en 2014.

El túnel n.º 11, también denominado «Main tunnel» o túnel del piso 11, fue una instalación subterránea situada en el municipio español de Minas de Riotinto, en la provincia de Huelva, comunidad autónoma de Andalucía. El túnel permitía conectar las explotaciones de Filón Norte con la vía general del ferrocarril minero.

## Historia
El túnel fue construido entre 1873 y 1876 por la Rio Tinto Company Limited, empresa que por aquellas fechas se había asentado en la cuenca minera. A través de esta conexión subterránea se accedía a la eplotación de Filón Norte. En la boca de salida del túnel se encontraba el complejo de Río Tinto-Estación, que conectaba a su vez con la vía general del ferrocarril de Riotinto. En un principio se le conoció como «main tunnel». La expansión de las labores mineras llevó a que en 1882 se excavase un ramal hacia el norte, y en 1885 se alcanzó el extremo oeste del yacimiento de San Dionisio. Las instalaciones fueron electrificadas hacia 1910, por lo que las locomotoras de vapor fueron sustituidas por máquinas eléctricas para los servicios de arrastre en el interior del túnel. El túnel n.º 11 perdió pujanza tras la apertura del túnel n.º 16 en la zona de Naya, aunque a partir a partir de 1955 el túnel volvió a ser empleado profusamente para la extracción de los pórfidos de contramina en Cerro Salomón.